# Аборты в Чили
Аборты в Чили разрешены в следующих случаях:
- Опасности для жизни матери.
- Если плод не сможет выжить в ходе беременности.
- В течение первых 12 недель беременности, возникшей после изнасилования (14 недель для женщин младше 14 лет)[1]. Тем не менее, некоторые врачи продолжают отказывать в проведении абортов, особенно при беременности, возникшей после изнасилования[2].

С 1989 по 2017 годы чилийское законодательство об абортах было одним из наиболее строгих в мире, аборты считались преступлением, без каких бы то ни было исключений.
В августе 2017 года Парламент Чили одобрил закон, разрешающий аборты, спустя месяц данный закон вступил в силу после попыток консервативной оппозиции заблокировать закон, как противоречащий конституции 29 января 2018 года стало доступным медицинское страхование в государственном и частном секторе медицины.
В ноябре 2021 года Палата депутатов Чили проголосовала против законопроекта, разрешающего аборты при беременности сроком до 14 недель. В 2022 году на референдум был вынесен проект новой Конституции, где содержались положения о репродуктивных правах и легализации абортов. Однако в ходе голосования на плебисците 4 сентября 2022 года проект был отклонён 61,87% избирателей.

## История вопроса
Аборт по медицинским показаниям был разрешён в 1931 году согласно Кодексу о здравоохранении но позднее отменён 15 сентября 1989 года военным правительством согласно аргументу что ввиду прогресса в медицине это «больше не является оправданным». До запрета любая женщина чья жизнь оказывалась в опасности могла добиться разрешения на аборт получив разрешение у двух врачей.
Современные законы об абортах прописаны в статьях с 342 по 345 уголовного кодекса в разделе «Преступления и правонарушения против семейного порядка и общественной морали» (исп. Título VII: Crimenes y simples delitos contra el orden de las familias y contra la moralidad publica). Уголовный кодекс определяет аборт как акт насилия в отношении женщины. Лицо выполнившие аборт с согласия женщины также подлежит наказанию. Предоставление помещения (и другое сотрудничество) при проведении аборта наказывается лишением свободы сроком от 541 дня до трёх лет. Статья 19-1 конституции Чили гласит что: «закон защищает жизнь тех кто ещё не появился на свет».
Начиная с 1990, 15 биллей касающихся вопросов абортов были представлены законодателями для обсуждения в Конгресс, 12 в палату депутатов и 3 в Сенат. Половина из них направлена на усиление меры наказания или на создание юридических препятствий для легализации абортов. Два других билля предлагают возведения памятников «безвинным жертвам абортов». Четыре билля предлагают разрешить аборты в случае возникновения риска для жизни матери, один — в случае изнасилования. Сейчас девять биллей находятся на рассмотрении, один отклонён. Пять остальных отправлены в архив, это означает, что они не будут обсуждаться в течение двух лет. Два одинаковых билля о разрешении терапевтических абортов (как это было до 1989 года) сейчас находятся на рассмотрении в комиссии по медицинским вопросам палаты депутатов., первый бел предложен 23 января 2003 а второй 19 марта 2009.
В ноябре 2004 комитет ООН, отслеживая соблюдение международного акта по экономическим, социальным и культурным правам (CESCR) заявил, что Чили «следует разрешить выполнение абортов в случае насилия и инцеста». В 2007 Совет по правам человека ООН выразил беспокойство в отношении «неуместно строгого» законодательства страны об абортах, особенно в случаях когда жизнь матери подвергается риску . В марте 2009 Управление Верховного комиссара ООН по правам человека также выразило озабоченность в отношении «чрезвычайно строгих законах об абортах» Чили.

## Соображения о здоровье матери
Беспокойство о высоком уровне материнской смертности, возникшего в результате нелегальных абортов побудило чилийское правительство в 1964 году запустить программу планирования семьи. Число смертей ввиду нелегальных абортов упало со 118 до 24 на 100 тыс. живорождений в период с 1964 по 1979.
Также отмечалось значительное снижение материнских смертей ввиду абортов в период с 1990 по 2000. Эксперты приписывают уменьшение в этот период возросшему использованию стерилизации и антибиотиков, госпитализацией, проводимой нелегальными абортариями, увеличившейся доступности мизопростола (препарата для медикаментозных абортов) и возросшему использованию контрацептивов.
В период с 2000 по 2004 аборты были третьей по распространённости причиной вызывавшей материнскую смертность по стране (12 % материнских смертей). По неточным статистическим данным в период с 2000 по 2002 год в стране было проведено 132—160 тыс. абортов.
Исследование проведённое в 1997 году показало что большая часть из восьми женщин осуждённых в Сантьяго за то, что они сделали аборт, были молодыми матерями-одиночками, домохозяйками перебравшимися в город из сельских районов. Подавляющее большинство женщин оказались в больницах, где они получали лечение ввиду осложнений. У них не было юридических представителей или их интересы в суде отстаивали неопытные студенты-юристы.

## Опросы общественного мнения
Согласно данным обзора организации MORI, 26 % чилийцев считали что аборт «оправдан» (в 1990 так считали 18 % чилийцев). В июле 2008 негосударственная организация Corporación Humanas установила что 79,2 % опрошенных чилийских женщин считают, что аборты следует декриминализировать, если жизнь беременной женщины находится в опасности, 67,9 % сказали что аборты нужно безотлагательно разрешить. Согласно исследованию 74,0 % женщин считает, что аборты должны быть дозволены в случаях изнасилования, 70,1 % женщин считает, что аборты нужно разрешить в случаях аномального развития плода, 24 % высказались за разрешение абортов во всех случаях, если женщина считает это необходимым.
В марте 2009 был проведён общенациональный телефонный опрос, результаты которого были опубликованы в газете La Tercera. 67 % опрошенных были настроены против абортов, 19 % — за и 11 % — за в чрезвычайных случаях. Относительно терапевтических абортов (когда жизнь беременной женщины находится под риском) 48 % были за, 3 % только в чрезвычайных случаях, 47 % — против. В случаях если дефект развития ребёнка или заболевание скорее всего приведёт к смерти ребёнка, 51 % высказался против разрешения абортов, 45 % — за, 2 % — за только в чрезвычайных случаях. 83 % высказались против аборта в случае беременности несовершеннолетней девушки, практиковавшей незащищённый секс, 14 % — за. 57 % за в случаях насилия а 39 % — против.
Опрос проведённый в октябре 2009 года и опубликованный университетом Диего Порталеса (Universidad Diego Portales) охватил 85 % городских районов Чили установил, что большинство (80 %) выступало против абортов в случаях, когда беременная женщина или [супружеская] пара не имеют средств, чтобы поднять воспитание ребёнка, и когда ребёнок имеет «серьёзный дефект» (51 %). С другой стороны, большинство высказалось за разрешение абортов в случаях, когда жизнь беременной женщины находится в опасности (63 %), и в случаях изнасилования (64 %).